# إيفيلين لورد سميثسون
إيفيلين لورد سميثسون (بالإنجليزية: Evelyn Lord Smithson)‏ هي باحثة في تاريخ العصور الكلاسيكية أمريكية، ولدت في 19 يوليو 1923 في إنديانا في الولايات المتحدة، وتوفيت في 9 مارس 1992 في أمهيرست (نيويورك) في الولايات المتحدة.